# Bertil Albertsson
Ebbe Gustav Bertil Albertsson (né le 1er septembre 1921 à Uppsala et décédé le 3 mars 2008 à Upplands Väsby) est un athlète suédois spécialiste du fond. Licencié à l'Uppsala IF, il mesurait 1,77 m pour 67 kg.

## Carrière

### Palmarès
| Date | Compétition           | Lieu     | Résultat | Épreuve       | Performance   |
| ---- | --------------------- | -------- | -------- | ------------- | ------------- |
| 1948 | Jeux olympiques d'été | Londres  | 5e       | 5 000 mètres  | 14 min 39 s 0 |
| 1948 | Jeux olympiques d'été | Londres  | 3e       | 10 000 mètres | 30 min 53 s 6 |
| 1952 | Jeux olympiques d'été | Helsinki | 9e       | 5 000 mètres  | 14 min 27 s 8 |
| 1952 | Jeux olympiques d'été | Helsinki | 12e      | 10 000 mètres | 30 min 34 s 6 |

### Records
| Épreuve       | Performance   | Date |
| ------------- | ------------- | ---- |
| 5 000 mètres  | 14 min 15 s 0 | 1952 |
| 10 000 mètres | 29 min 46 s 0 | 1951 |